# Vorontsovo (Krasnoiarsk)
|  | Per a altres significats, vegeu «Vorontsovo». |

Vorontsovo (en rus: Воронцово) és un poble (un possiólok) del krai de Krasnoiarsk, a Rússia, que en el cens del 2010 tenia 253 habitants. Pertany al districte de Dudinka.